# Odontopera melancholica
Odontopera melancholica är en fjärilsart som beskrevs av Inoue 1963. Odontopera melancholica ingår i släktet Odontopera och familjen mätare. Inga underarter finns listade i Catalogue of Life.